# Secunda
Secunda (literalment "Segona") fou una població romana propera a Còrdova a la riba esquerra del Guadalquivir. Es creu que tenia unes muralles. Els àrabs la van anomenar Xaqunda. És famosa per la batalla que en aquest lloc van lliurar Yússuf ibn Abd-ar-Rahman al-Fihrí i as-Sumayl ibn Hàtim al-Kilabí al front del clan maaddita, i Abu-l-Khattar al-Hussam ibn Dirar al-Kalbí al front del clan iemenita, que fou derrotat. Vegeu batalla de Shaqunda.
Posteriorment Secunda va esdevenir un barri de Còrdova (al-rabad al-djanubi); en aquesta població va néixer el lletrat Abu-l-Wàlid Ismaïl ibn Muhàmmad aix-Xaqundí (+1231/1232), famós en el període almohade (fou cadi a Baeza i Lorca per Yakub al-Mansur).
Secunda estava situat en els actuals Camp de la Verdad i Parc de Miraflores, ocupant tot el meandre del riu Guadalquivir. Construït al segle VIII i la seva extensió, 16.000 m² ens dona idea de la importància de barri en dates tan primerenques. Va prendre el seu nom del mil·liari de la Via Augusta que, partint de el pont romà, discorria per aquesta zona.

## Estructura del raval
La major part de el barri estava configurat per llargs i amples carrers rectilinis connectats per altres de menors perpendiculars.
El material de construcció emprat és el còdol, material assequible i de fàcil accés donada la seva proximitat a el riu. Per a més seguretat, els còdols es col·locaven inclinats en un sentit i un altre, de manera semblant a una espiga. A més, s'emplenaven amb materials ceràmics i pedres de calcarenita.
Les restes trobades amb prou feines arriben al mig metre d'alçada, la qual cosa ha dificultat la identificació d'edificacions. Així i tot, se sap que al costat de les construccions domèstiques, hi ha també de comercials i artesanals o industrials.
Com a curiositat, cal esmentar que la proximitat del Guadalquivir era un gran inconvenient. En algunes de les edificacions s'han documentat diferents nivells de construcció, motivats per les contínues crescudes del riu, que esfondraven les cases. No obstant això, la seva proximitat també era un avantatge. El proveïment d'aigües s'havia de fer a través del riu, i d'aiguaders i pous -documentats- per a l'aigua potable, ja que no ha estat documentada xarxa, ni de proveïment ni de desguàs.
Això potser és per causa de les dates tan primerenques d'ocupació de barri, ja que si s'ha documentat aquest tipus de sistemes en la ciutat principal. Si s'ha localitzat, en canvi, femers amb abundants restes ceràmiques i animals.
Per les fonts històriques se sap que el Soc Gran (firal) va estar en aquest barri fins a principis de segle ix, moment en què és destruït juntament amb la resta del raval motivat per la revolta organitzada pels seus habitants. Després llur destrucció, l'emir Al-Hàkam I en prohibeix la reconstrucció, ordenant que mai tornés a ser habitat. Això s'ha documentat arqueològicament, ja que no hi ha estructures posteriors a aquest segle.